# Ana Paula Borgo
Ana Paula Borgo Bedani da Cruz (Bauru, 20 ottobre 1993 – 11 maggio 2023) è stata una pallavolista brasiliana, nel ruolo di opposto.

## Biografia
Nata a Bauru, è stata sposata per quasi cinque anni con Carlos Guedes. 
Ana Paula Borgo è morta l'11 maggio 2023 ad appena ventinove anni e a neanche un anno di distanza dalla diagnosi di cancro allo stomaco.

## Carriera

### Club
La carriera di Ana Paula Borgo inizia nel club della sua città natale, il Bauru. Approda in Superliga nella stagione 2011-12 con il São Caetano, club al quale resta legata per un quadriennio, prima di essere ingaggiata dal Pinheiros nel campionato 2015-16, conquistando la Coppa San Paolo, mentre nel campionato seguente si accasa nell'Osasco, dove milita per due anni e si aggiudica altrettante edizioni del Campionato Paulista.
Nel campionato 2018-19 viene ingaggiata dal Praia Clube, con il quale conquista la Supercoppa brasiliana, mentre nel campionato seguente si disimpegna con il Fluminense. Nella stagione 2020-21 gioca per la prima volta all'estero, militando in Sultanlar Ligi con il Çan Gençlik Kale: l'esperienza col club si interrompe dopo appena qualche mese, quando si trasferisce al Nilüfer, altro club impegnato nella massima divisione turca; nella stagione seguente, invece, indossa la maglia del Bergamo 1991, nella Serie A1 italiana.
Rientrata in patria per difendere i colori del Barueri per l'annata 2022-23, nel corso di un controllo medico le viene diagnosticato un cancro allo stomaco, che la costringe ad allontanarsi dai campi da pallavolo, iniziando immediatamente il trattamento medico.

### Nazionale
Fa parte delle selezioni giovanili brasiliane, conquistando la medaglia d'oro al campionato sudamericano under 22 2014, dove viene insignita del premio come miglior opposto, qualificandosi quindi per il campionato mondiale under 23 2015, vincendo un altro oro.
Fa il suo esordio in nazionale maggiore in occasione del Montreux Volley Masters 2016: convocata nuovamente nel 2019, conquista la medaglia d'argento alla Volleyball Nations League.

## Palmarès

### Club
- Supercoppa brasiliana: 1

2018
- Campionato Paulista: 2

2016, 2017
- Coppa San Paolo: 1

2015

### Nazionale (competizioni minori)
- Campionato sudamericano under 22 2014
- Campionato mondiale under 23 2015

### Premi individuali
- 2014 - Campionato sudamericano under 22: Miglior opposto